# Сильнопольний хімічний зсув
Сильнопольний хімічний зсув (рос. сильнопольный химический сдвиг, англ. upfield chemical shift) — у спектроскопії ЯМР — зміна резонансної частоти чи напруженості статичного магнітного поля, спричинена магнітним екрануванням ядра оточуючими його електронними оболонками, що викликає зсув сигналу від цього ядра у спектрі в область поля з нижчою частотою чи вищою напруженістю, ніж стандартний, (значення δ додатне). Для ядер 1H та 13C стандартними вважаються сигнали цих атомів у тетраметилсилані.